# 卓瑞生
卓瑞生（1960年9月—），浙江鹿城人，中华人民共和国外交官，曾任中华人民共和国驻布隆迪共和国特命全权大使和中华人民共和国驻吉布提共和国特命全权大使。